# Wojciech Murdzek
Wojciech Piotr Murdzek (ur. 13 grudnia 1957 w Świdnicy) – polski polityk i samorządowiec. Od 2002 do 2014 prezydent Świdnicy, poseł na Sejm VIII i IX kadencji. W latach 2019–2020 sekretarz stanu w Ministerstwie Rozwoju, w 2020 minister nauki i szkolnictwa wyższego w drugim rządzie Mateusza Morawieckiego, w latach 2020–2023 sekretarz stanu w resortach odpowiedzialnych za naukę.

## Życiorys

### Wykształcenie i działalność zawodowa
W 1976 ukończył II Liceum Ogólnokształcące w Świdnicy, a w 1981 studia na Wydziale Elektroniki Politechniki Wrocławskiej, gdzie następnie odbył studia podyplomowe w zakresie techniki mikroprocesorowej. Pracował jako konstruktor w ZEM Elmot, prowadził działalność gospodarczą, był dyrektorem oddziału firmy Procter & Gamble i prezesem zarządu spółki z ograniczoną odpowiedzialnością.

### Działalność publiczna do 2015
W latach 1990–1998 był wiceprzewodniczącym rady miejskiej w Świdnicy. W wyborach samorządowych w 1998 uzyskał reelekcję z listy Akcji Wyborczej Solidarność. Objął następnie funkcję starosty powiatu świdnickiego. Stanął na czele lokalnego ugrupowania samorządowego Wspólnota Samorządowa Ziemi Świdnickiej. Został również członkiem stowarzyszenia samorządowo-politycznego Obywatelski Dolny Śląsk. Należy do Towarzystwa Pomocy im. Brata Alberta.
W 2002 wygrał w drugiej turze wybory na urząd prezydenta Świdnicy. W kolejnych wyborach z 12 listopada 2006 wystartował z ramienia Komitetu Wyborczego Wyborców „Świdnicka Wspólnota Samorządowa”, zdobywając 56,97% głosów. W 2010 uzyskał reelekcję na trzecią z rzędu kadencję. W 2014 (startując z poparciem PO) przegrał w drugiej turze głosowania z Beatą Moskal-Słaniewską. Został natomiast wybrany do rady powiatu świdnickiego.
W 2015 został wicedyrektorem ds. rynku pracy i administracji w Dolnośląskim Wojewódzkim Urzędzie Pracy.

### Działalność publiczna od 2015
W wyborach parlamentarnych w 2015 roku wystartował do Sejmu z listy PiS jako bezpartyjny przedstawiciel Polski Razem. Uzyskał mandat posła VIII kadencji, otrzymując 5758 głosów. Przystąpił do powstałej w listopadzie 2017 z przekształcenia Polski Razem partii Porozumienie, stając na czele jej okręgu wałbrzyskiego oraz zasiadając w prezydium zarządu krajowego.
W maju 2018 został ogłoszony kandydatem Prawa i Sprawiedliwości na urząd prezydenta Świdnicy w wyborach samorządowych w tym samym roku, jednak ostatecznie kandydatem partii w tych wyborach został w sierpniu Jacek Drobny. 20 lipca 2018 został członkiem komisji śledczej ds. wyłudzeń VAT. W wyborach w 2019 Wojciech Murdzek z powodzeniem ubiegał się o poselską reelekcję, otrzymując 6354 głosy.
W grudniu 2019 powołany na stanowisko sekretarza stanu w Ministerstwie Rozwoju. 16 kwietnia 2020, po dymisji Jarosława Gowina, został powołany na stanowisko ministra nauki i szkolnictwa wyższego. Stał się pierwszym w III RP ministrem odpowiadającym za naukę nieposiadającym stopnia naukowego. Został odwołany 19 października 2020, co nastąpiło w związku z połączeniem Ministerstwa Nauki i Szkolnictwa Wyższego z Ministerstwem Edukacji Narodowej. W listopadzie tego samego roku powrócił do Ministerstwa Nauki i Szkolnictwa Wyższego, obejmując w nim stanowisko sekretarza stanu (od stycznia 2021 sekretarz stanu w Ministerstwie Edukacji i Nauki). 11 sierpnia 2021 ogłosił podanie się do dymisji z funkcji wiceministra w związku z zapowiedzianym odwołaniem z rządu Jarosława Gowina (premier dymisji tej nie przyjął). Następnego dnia polityk wystąpił z Porozumienia. We wrześniu tego samego roku znalazł się wśród założycieli stowarzyszenia OdNowa Rzeczypospolitej Polskiej. Nie kandydował w kolejnych wyborach w 2023. W grudniu tego samego roku zakończył pełnienie funkcji wiceministra.

## Odznaczenia
W 2013 postanowieniem prezydenta Bronisława Komorowskiego został odznaczony Krzyżem Kawalerskim Orderu Odrodzenia Polski. W 2009 odznaczony Brązową Odznaką „Zasłużony dla Ochrony Przeciwpożarowej”.

## Życie prywatne
Syn Józefa i Franciszki. Jest żonaty, ma dwoje dzieci – Natalię i Wiktora.